# George Hess
George Hess (Viena, 1926-Ithaca, Nova York, 2015) fou un bioquímic que demostrà que l'hormona adrenocorticotròpica (ACTH) era una hormona i no una proteïna. Aconseguí la ciutadania dels Estats Units d'Amèrica el 1945.